# AMD FirePro
Grupa kart graficznych ATI FireGL, od końca roku 2008 znana pod nazwą FirePro 3D jest kategorią urządzeń przeznaczonych głównie dla zastosowań projektanckich i tworzenia materiałów cyfrowych (ang. Digital Content Creation, DCC) – oprogramowania spotykanego głównie na stacjach roboczych

## Historia
Linię FireGL zaczęła rozwijać od roku 1996 firma Diamond Multimedia. Pierwsza karta z serii FireGL wykorzystywała procesor GLINT 3D produkcji 3Dlabs.

## Różnice między kartami FireGL a Radeon

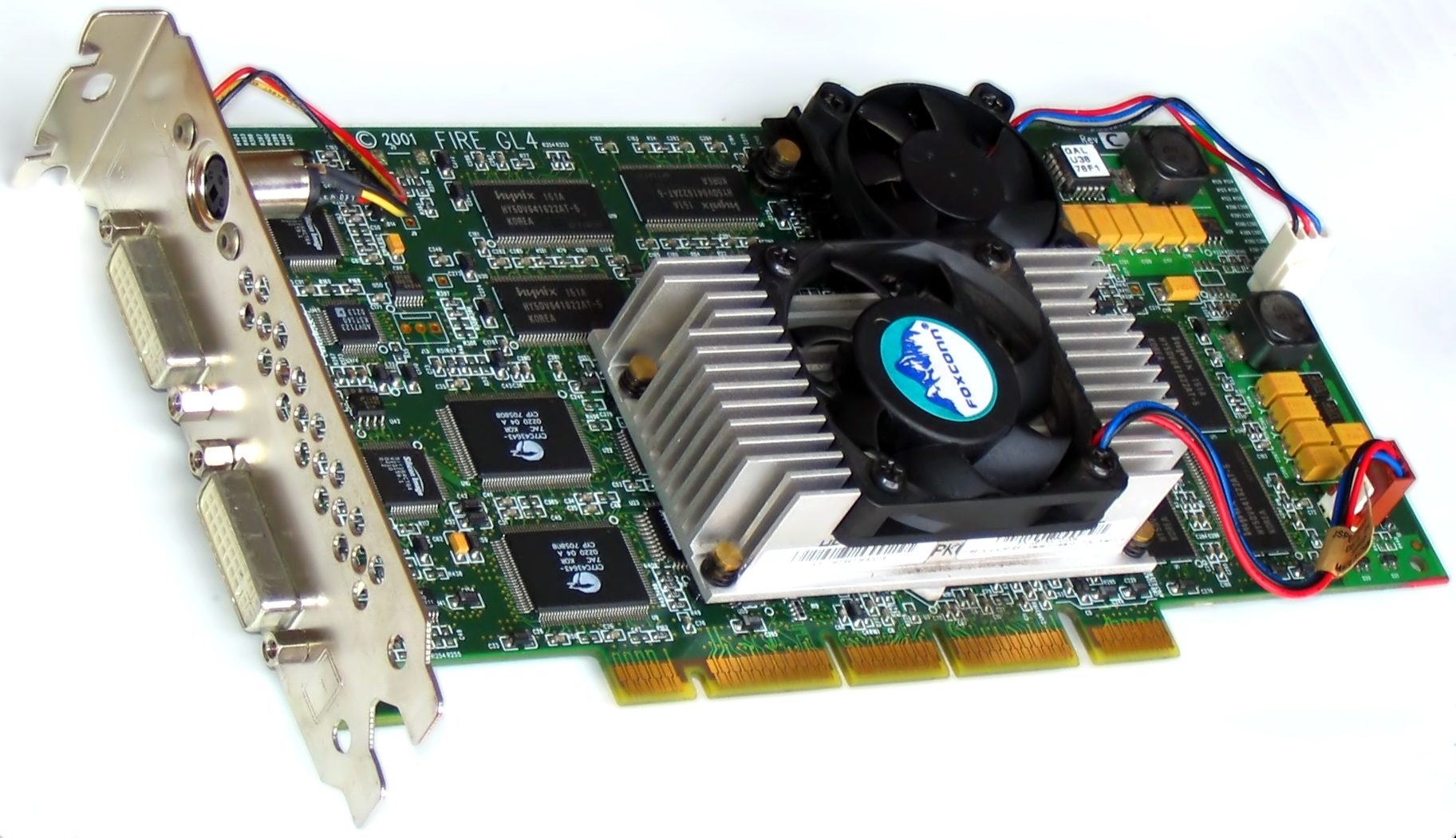
Karta graficzna FireGL 4

Karty graficzne FireGL opracowano dla potrzeb programów do tworzenia treści multimedialnych, takich, jak Autodesk 3ds Max, oprogramowania do inżynierii mechanicznej (np. Solidworks) i programów do inżynierii konstrukcji cywilnych. Odpowiedniki kart FireGL z rodziny Radeon są przeznaczone do gier komputerowych. Sterowniki dla kart FireGL optymalizowano pod kątem dokładności odwzorowania obrazu i precyzji na poziomie poszczególnych pikseli, wyposażając je również w funkcje specyficzne dla programów CAD takie, jak technologia AutoDetection Technology pozwalająca na ustawienie wewnętrznych parametrów sterownika tak, by osiągnąć maksymalną wydajność dla określonych programów zdefiniowanych na liście. Z uwagi na to jednak, ze sterowniki FireGL bazują na sterownikach Catalyst dla linii Radeon, pozwala to na wykorzystywanie kart FireGL również do gier, biorąc pod uwagę możliwą niekompatybilność z nowszymi tytułami ze względu na wiek sterowników; karty FireGL teoretycznie przesyłają więcej danych niż ich odpowiedniki z rodziny Radeon.
Począwszy od modeli z roku 2007, karty FireGL o najwyższych parametrach zaprojektowane z wykorzystaniem układu R600 oficjalnie wprowadziły możliwość przetwarzania strumieniowego, które jest nieobecne w kartach z serii Radeon (choć możliwe do wykonania od strony sprzętowej).

## Modyfikacje
Z uwagi na podobieństwa pomiędzy kartami FireGL i Radeon, istnieją użytkownicy dokonujący modyfikacji sterowników Radeon, wykorzystując oprogramowanie firm trzecich lub automatyczne skrypty dostarczane z łatką do sterowników FireGL. Pozwalało to na wykorzystywanie cech FireGL na kartach Radeon, udostępniając użytkownikowi za niższą cenę odpowiednik karty tego właśnie standardu. Często wydajność tak zmodyfikowanej karty w operacjach OpenGL była wyższa, odbywało się to jednak kosztem zmniejszenia dostępnej pamięci wideo. Istnieją również modyfikacje dla kart AMD FireStream.
Tendencje w modyfikacjach kart przedstawiały się następująco:
| Produkt serii radeon                                                                                  | Procesor graficzny | Modyfikacja FireGL              |
| --- | ------------------ | ------------------------------- |
| Radeon HD 2900 XT (wersja 1 GB GDDR4)                                                                 | R600 XT            | FireGL V8600                    |
| Radeon HD 2900 GT                                                                                     | R600 GT            | FireGL V7600                    |
| Radeon HD 2600 XT (wersja 512 MB GDDR4)                                                               | RV630 XT           | FireGL V5600                    |
| Radeon HD 2600 Pro                                                                                    | RV630 Pro          | FireGL V3600                    |
| Radeon HD 3850/3870                                                                                   | RV670              | FireGL V77001 / FireStream 9170 |
| Radeon HD 4870                                                                                        | RV770              | FirePro V8700                   |
| *1 Karty Radeon HD 3850/3870 nie są wyposażone w interfejs DisplayPort obecny na karcie FireGL V7700. |                    |                                 |

## Lista kart

### Oryginalne modele FireGL
| Model FireGL    | Układ                                   | Jednostki przetwarzania pikseli | Jednostki przetwarzania verteksów | Pamięć (RAM)             | Typ szyny  |
| --------------- | --------------------------------------- | ------------------------------- | --------------------------------- | ------------------------ | ---------- |
| FireGL 1000     | 3DLabs Permedia + GLint Delta           |                                 |                                   | 4/8 MB                   |            |
| FireGL 1000 Pro | 3DLabs Permedia 2                       |                                 |                                   | 4/8 MB                   |            |
| FireGL 2000     | 3Dlabs GLINT 300SX + S3 86C968/86c868   |                                 |                                   | 8 MB VRAM + 8-12 MB DRAM |            |
| FireGL 3000     | 3Dlabs Glint 500TX + Glint Delta        |                                 |                                   | 8 MB VRAM+ 8/16/32 MB    |            |
| FireGL 4000     | Mitsubishi 3Dpro/2MP                    |                                 |                                   | 15 3D RAM/ 4-16 CDRAM    |            |
| FireGL 5000     | iMPAC-GE                                |                                 |                                   |                          |            |
| FireGL 1        | IBM Oasis Rasterizer                    |                                 |                                   | 32 MB                    | AGP 2x     |
| FireGL 2        | IBM RC1000 (120 MHz) + GT1000 (190 MHz) |                                 |                                   | 64 MB DDR (120 MHz)      | AGP 4x     |
| FireGL 3        | IBM RC1000 (120 MHz) + GT1000 (190 MHz) |                                 |                                   | 128 MB DDR (120 MHz)     | AGP 4x Pro |
| FireGL 4        | IBM RC1000 (150 MHz) + GT1000 (205 MHz) |                                 |                                   | 128 MB DDR (150 MHz)     | AGP 4x Pro |